# Isocolon
L'isocolon o isocolo (dal greco isókôlon, composto da isos, «uguale», e kólon, «membro»), detto anche parallelismo o parisosi, è una figura retorica che consiste nella perfetta equivalenza della struttura sintattica, dell'ampiezza e del ritmo tra due o più membri di un periodo. Se i membri sono due, è chiamata anche "bipartizione". Un esempio è lo slogan pubblicitario Compri tre, paghi due, in cui i membri della figura sono disposti secondo un'antitesi. Altre volte i membri possono essere disposti in forma di chiasmo.
Un parallelismo di tre membri è detto "tripartizione" o "tricolon"; "quadripartizione" o "tetracolon", se i membri sono quattro, come in D'Annunzio:
L'isocolon può essere classificato in questo modo:
- subiunctio o subnexio, se i membri coordinati sono frasi intere, sintatticamente autonome: Chi siamo, donde veniamo, dove andiamo?
- adiunctio, se i membri (coordinati) non sono autonomi sintatticamente. In questo caso la figura è un tipo di zeugma: Mi sembra ignobile il proverbiale non vedere, non sentire, non parlare.
- disiunctio, se i membri constano di sinonimi: Chiedeva compassione, invocava pietà, supplicava clemenza. La disiunctio è un fenomeno della variatio. Se alla sinonimia, cioè all'equivalenza dei significati, subentrasse l'uguaglianza dei membri, la disiunctio diventerebbe una forma di repetitio.